# Landgericht Rothenbuch
Das Landgericht Rothenbuch war ein von 1814 bis 1879 bestehendes bayerisches Landgericht älterer Ordnung mit Sitz in Rothenbuch im heutigen Landkreis Aschaffenburg. Die Landgerichte waren im Königreich Bayern Gerichts- und Verwaltungsbehörden, die 1862 in administrativer Hinsicht von den Bezirksämtern und 1879 in juristischer Hinsicht von den Amtsgerichten abgelöst wurden.
Das Landgericht umfasste die folgenden Gemeinden: Habichtsthal, Hain i.Spessart, Heigenbrücken, Heimbuchenthal, Hessenthal, Krausenbach, Krommenthal, Laufach, Neudorf, Neuhütten, Rothenbuch, Waldaschaff, Weibersbrunn, Wiesthal, Wintersbach.

## Geschichte
Im Jahr 1814 wurde im Verlauf der Verwaltungsneugliederung Bayerns das Landgericht Rothenbuch errichtet. Dieses kam im Jahr 1817 zum neu gegründeten Untermainkreis, dem Vorläufer des späteren Regierungsbezirks Unterfranken.